# Brachymeria jambolana
Brachymeria jambolana är en stekelart som beskrevs av Charles Joseph Gahan 1942. Brachymeria jambolana ingår i släktet Brachymeria och familjen bredlårsteklar.
Artens utbredningsområde är Bangladesh. Inga underarter finns listade.